# Emilie Benz
Emilie Benz (* 25. August 1863 in Zürich; † 17. Juni 1928 ebenda; heimatberechtigt ebenda und in Weiningen) war eine Schweizer Pädagogin.

## Leben und Wirken
Emilie Benz war Tochter des Steinhauers Heinrich Benz und der Barbara geb. Spalinger. Sie besuchte das Lehrerinnenseminar ihrer Heimatstadt und unterrichtete von 1883 bis 1886 in Neapel, dann bis 1894 in Ottenbach und anschliessend an der Seminarübungsschule in Zürich. Benz blieb unverheiratet.
Benz gilt als Entwicklerin wegweisender Unterrichtsmethoden. Sie forderte eine bessere Ausbildung sowie Lohngleichheit für Lehrerinnen und setzte sich für die Fortbildung von Schülerinnen ein. Sie gründete 1898 den Zürcherischen Lehrerinnenverein, dessen Präsidentin sie, mit einer Unterbrechung zwischen 1914 und 1918, bis 1920 war. Sie war Mitglied im Zentralvorstand des Schweizerischen Lehrerinnenvereins und der Redaktion der Schweizerischen Lehrerinnenzeitung.

## Schriften
- Die Geschichte der Frauenbewegung in der Schweiz. In Handbuch der Frauenbewegung. Band 1, 1901. S. 189–210.
- Der Stand der Frauenbildung in der Schweiz. In Handbuch der Frauenbewegung. Band 3, 1902. S. 207–235.

## Belege
1. 1 2  Regula Ludi: Emilie Benz. In: Historisches Lexikon der Schweiz.  25. Februar 2011, abgerufen am 8. Juli 2024.

| Personendaten    | Personendaten       |
| ---------------- | ------------------- |
| NAME             | Benz, Emilie        |
| KURZBESCHREIBUNG | Schweizer Pädagogin |
| GEBURTSDATUM     | 25. August 1863     |
| GEBURTSORT       | Zürich, Schweiz     |
| STERBEDATUM      | 17. Juni 1928       |
| STERBEORT        | Zürich, Schweiz     |